# 衣依
衣依（英語：Maria Yi Yi，1953年7月29日—)，本名魏麗娜，祖籍浙江餘姚，出生在台灣，是一位已息影的香港女演員 ，出道前為台北金甌女子商業職業學校的畢業生，活躍於校內的遊藝節目及話劇演出，嘉禾電影公司老板鄒文懷在台灣物色人材時發掘了衣依，並安排她在台灣的辦事處進行演藝訓練，她在1970年來港替嘉禾電影公司拍攝一系列電影，其中跟著名武打巨星李小龍搭檔的電影《唐山大兄》及《精武門》最為人所熟悉。她亦與當時另一武打明星王羽合作拍攝電影。衣依於1974年6月下嫁給商人徐靜波，1976年拍攝最後一部電影《北少林》後息影。

## 電影作品
| 年份 | 電影       |
| ---- | ---------- |
| 1971 | 追擊       |
| 1971 | 唐山大兄   |
| 1972 | 精武門     |
| 1973 | 冷面虎     |
| 1973 | 海員七號   |
| 1973 | 母親三十歲 |
| 1976 | 北少林     |

## 外部連結
- Maria Yi Bio
- 衣依在互联网电影资料库（IMDb）上的資料（英文）